# Gothien

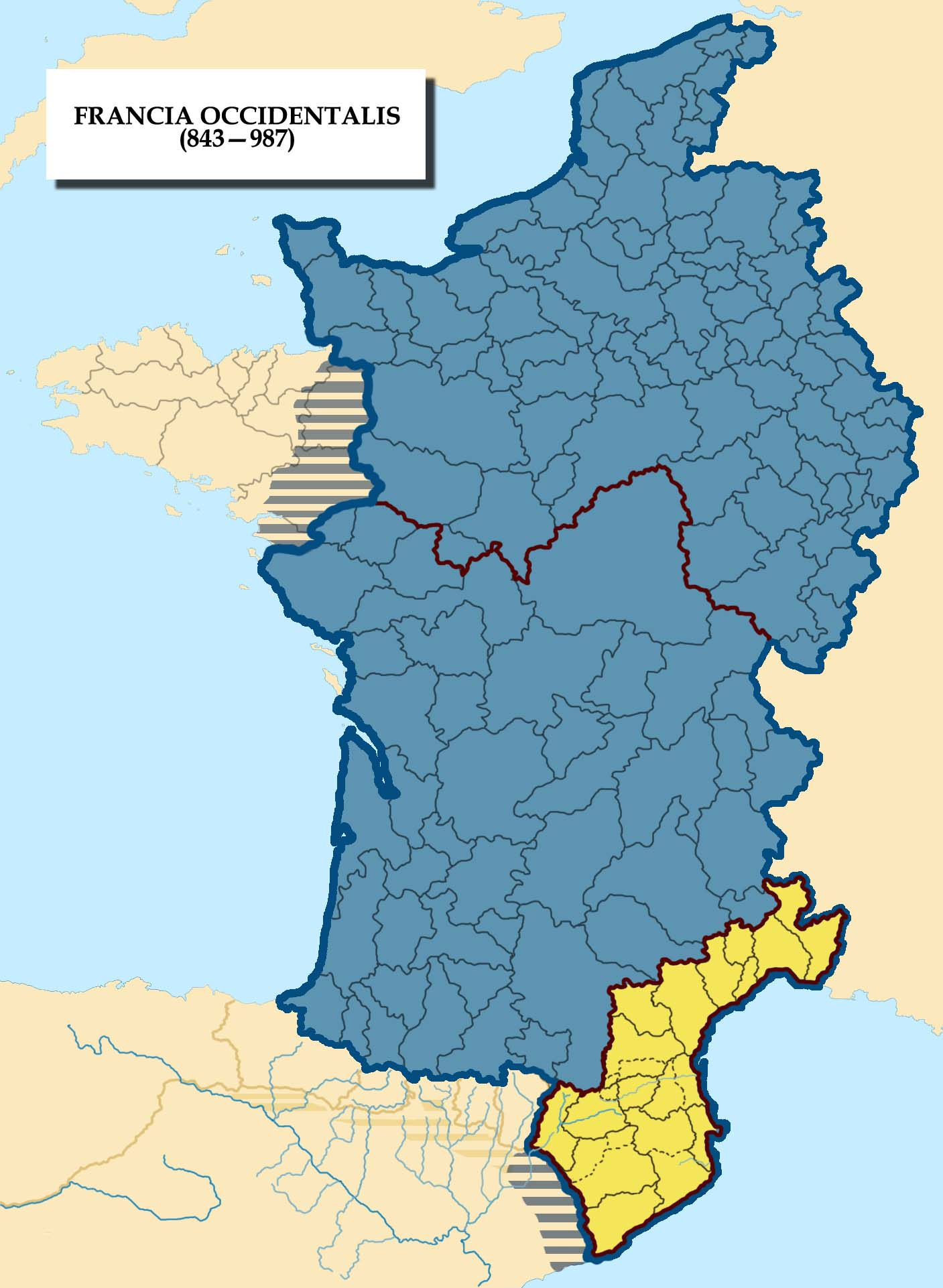
Das fränkische Gothien erstreckte sich sowohl nördlich (Septimanien) als auch südlich (Katalonien) der Pyrenäen.

Gothien (lateinisch Got(h)ia) nannten die Franken das von den Westgoten besiedelte Gebiet am Mittelmeer nördlich und südlich der Pyrenäen. Die Westgoten hatten sich hier nach dem Untergang ihres Tolosanischen Reiches (507) gegen Angriffe des Frankenkönigs Chlodwig I. und seiner Nachfolger behauptet; daher blieb dieses Gebiet ein Teil des Westgotenreichs, dessen Schwerpunkt sich auf die Iberische Halbinsel verlagert hatte. Herzöge von Gothien stellten oft die westgotischen Könige, wie beispielsweise Leovigild im 6. oder Sisenand noch im 7. Jahrhundert.
Nach dem Zusammenbruch des Westgotenreichs 719 fiel das Gebiet unter muslimische Herrschaft. Ab 752 wurde der Teil nördlich der Pyrenäen von Pippin III. für das Frankenreich erobert.
Das Gebiet von Gothien beinhaltete neben dem Nordosten des heutigen Katalonien auch wesentliche Teile der schon zuvor bestehenden römischen Diözese Septem Provinciarum („sieben Provinzen“), auch Septimanien genannt. Die Franken verwandten die Bezeichnungen Gothien und Septimanien daher zunächst auch synonym. Zur Unterscheidung von Septimanien, das sich ausschließlich nördlich der Pyrenäen befand, bezog sich der Name Gothien später aber hauptsächlich auf den südlichen Teil im heutigen Katalonien. Nach Eroberung auch dieses Territoriums durch die Franken um 800, wurde es Bestandteil der Spanischen Mark.
Gothien wurde durch Herzöge, meist „von Septimanien und/oder Gothien“ beherrscht. Der Herzog war einer der Grafen des Herzogtums.

## Gleichnamige andere Region
Ebenfalls als Gothia bzw. Gothien bezeichnet taucht in spätmittelalterlichen Karten die Süd- bzw. Ostküste der Schwarzmeerhalbinsel Krim auf. Dies war im 14. Jahrhundert, als die dortigen Handelsstädte von der oligarchischen Republik Genua erobert worden waren.
Siehe auch Krimgoten und Genueser Kolonien.